# 中井俊樹
中井 俊樹（なかい としき、1970年 - ）は、日本の教育学者。愛媛大学教育・学生支援機構教育企画室教授。三重県松阪市生まれ。専門は高等教育論、人材育成論。

## 略歴[1]
- 1988年 三重高等学校卒業
- 1992年 東京大学教育学部卒業
- 1997年 名古屋大学大学院国際開発研究科修士課程修了
- 1998年 名古屋大学大学院国際開発研究科博士課程中途退学
- 1998年 名古屋大学高等教育研究センター助手
- 2000年 名古屋大学高等教育研究センター講師
- 2003年 名古屋大学高等教育研究センター助教授
- 2007年 名古屋大学高等教育研究センター准教授
- 2015年 愛媛大学教育・学生支援機構教育企画室教授

## 著書[1]
- 『世界教育白書1996』（分担翻訳、東京書籍、1997年）
- 『世界教育白書1998』（分担翻訳、東京書籍、1998年）
- 『成長するティップス先生－授業デザインのための秘訣集』（共著、玉川大学出版部、2001年）
- 『eラーニングハンドブック－ステップでつくるスマートな教材』（共著、ダイテック、2003年）
- 『MBAの学び方－ビジネススクール留学でどのように力がつくのか』（共著、ダイテック、2005年）
- 『アジア・オセアニアの高等教育』（分担執筆、玉川大学出版部、2004年）
- 『WebCT－大学を変えるｅラーニングコミュニティ』（分担執筆、東京電機大学出版部、2005年）
- 『ヨーロッパの高等教育改革』（分担翻訳、玉川大学出版部、2006年）
- 『生涯学習時代の人材育成マネジメント』（共著、中部日本教育文化会、2008年）
- Researching Japanese Higher Education 1998-2008（分担執筆、ダイテック、2008年）
- 『研究・教育のシナジーとFDの未来』（分担執筆、東北大学出版会、2008年）
- 『ベトナムにおける初等教育の普遍化政策』（分担執筆、明石書店、2008年）
- 『大学教員のための教室英語表現300』（編著、アルク、2008年）
- 『学生と変える大学教育－FDを楽しむという発想』（分担執筆、ナカニシヤ出版、2009年）
- 『大学生のための教室英語表現300』（編著、アルク、2009年）
- 『大学教員準備講座』（共著、玉川大学出版部、2010年）
- 『大学のマネジメント』（論文再録、玉川大学出版部、2011年）
- 『大学の教務 Q&A』（共編著、玉川大学出版部、2012年）
- 『比較教育学事典』（項目執筆、東信堂、2012年）
- 『アジアの中等教育改革』（分担執筆、東信堂、2013年）
- 『大学のIR Q&A』（共編著、玉川大学出版部、2013年）
- 『看護現場で使える教育学の理論と技法』（編著、メディカ出版、2014年）
- 『大学の教員免許業務 Q&A』（共編著、玉川大学出版部、2014年）
- 『看護のための教育学』（共編著、医学書院、2015年）
- 『シリーズ大学の教授法3 アクティブラーニング』（編著、玉川大学出版部、2015年）
- 『大学のFD Q&A』（共編著、玉川大学出版部、2016年）
- 『愛媛大学「研究室からこんにちは！」＜10＞』（分担執筆、アトラス出版、2016年）
- 『シリーズ大学の教授法１ 授業設計』（シリーズ編者、玉川大学出版部、2016年）
- 『シリーズ大学の教授法２ 講義法』（シリーズ編者、玉川大学出版部、2017年）
- 『看護教育実践シリーズ３ 授業方法の基礎』（共編著、医学書院、2017年）
- 『看護教育実践シリーズ２ 授業設計と教育評価』（共編著、医学書院、2018年）
- 『シリーズ大学の教授法４ 学習評価』（分担執筆、玉川大学出版部、2018年）
- 『シリーズ大学の教授法５ 研究指導』（シリーズ編者、玉川大学出版部、2018年）
- 『大学事典』（項目執筆、平凡社、2018年）
- 『看護教育実践シリーズ４ アクティブラーニングの活用』（シリーズ編者、医学書院、2018年）
- 『大学教学マネジメントの自律的構築－主体的学びへの大学創造20年史』（分担執筆、東信堂、2018年）
- 『看護教育実践シリーズ５ 体験学習の展開』（シリーズ編者、医学書院、2019年）
- 『大学SD講座１ 大学の組織と運営』（編著、玉川大学出版部、2019年）
- 『大学SD講座３ 大学業務の実践方法』（共編者、玉川大学出版部、2019年）
- 『看護教育実践シリーズ１ 教育と学習の原理』（共編著、医学書院、2020年）
- 『大学SD講座４ 大学職員の能力開発』（共編者、玉川大学出版部、2021年）
- 『シリーズ大学の教授法６ 授業改善』（シリーズ編者、玉川大学出版部、2021年）
- 『大学SD講座２ 大学教育と学生支援』（編者、玉川大学出版部、2021年）